# 八戸聖書キリスト教会
八戸聖書キリスト教会（はちのへせいしょキリストきょうかい）は、日本ルーテル同胞教団 (Japan Lutheran Brethren Church) に所属する、青森県八戸市内にあるルター派プロテスタント教会である。
青森県内での宣教活動の一環として、八戸市内牧師会、八戸市民クリスマス実行委員会、八戸キリスト教霊園委員会、青森県放送伝道協力会（AHK）これらの任意団体に加盟している。現在の牧師は澤田隆一。

## 特色
- 信仰基準はアウクスブルク信仰告白とルター小教理問答書に基づいている。

## 沿革
| 年月                | 主な出来事                                             | 備 考                                                      |
| ------------------- | ------------------------------------------------------ | ---------------------------------------------------------- |
| *1975年             | 設立                                                   | 相澤牧師、J・オルソン宣教師らが 毎月来八（月２回家庭集会） |
| *1976年3月          | 高橋質牧師就任                                         | 借家での教会スタート                                       |
| *1979年3月 4月      | 高橋質牧師転任 笹木レイ子伝道師着任                    |                                                            |
| *1981年1月          | アーノルド・ノーダス宣教師夫妻着任                     |                                                            |
| *1982年5月 6月 10月 | 現会堂土地建物購入 教会移転 献堂式                     | 旧会堂                                                     |
| *1983年2月          | 会堂増築                                               |                                                            |
| *1985年8月          | アーノルド・ノーダス宣教師夫妻帰米                     |                                                            |
| *1988年6月          | 創立十周年記念式典 記念誌刊行                          |                                                            |
| *2000年4月 6月      | 新会堂完成 新会堂にて最初の礼拝                        | 現会堂                                                     |
| *2005年11月         | 30周年記念式典 30周年記念誌『宣教30年 教会の歩み』刊行 |                                                            |
| *2010年3月          | 笹木レイ子伝道師退職                                   |                                                            |
| *2011年4月          | 澤田隆一牧師着任                                       |                                                            |
| *2016年7月          | 40周年記念式典 40周年記念誌『宣教40年 教会の歩み』刊行 |                                                            |